# Pepper (Roboter)

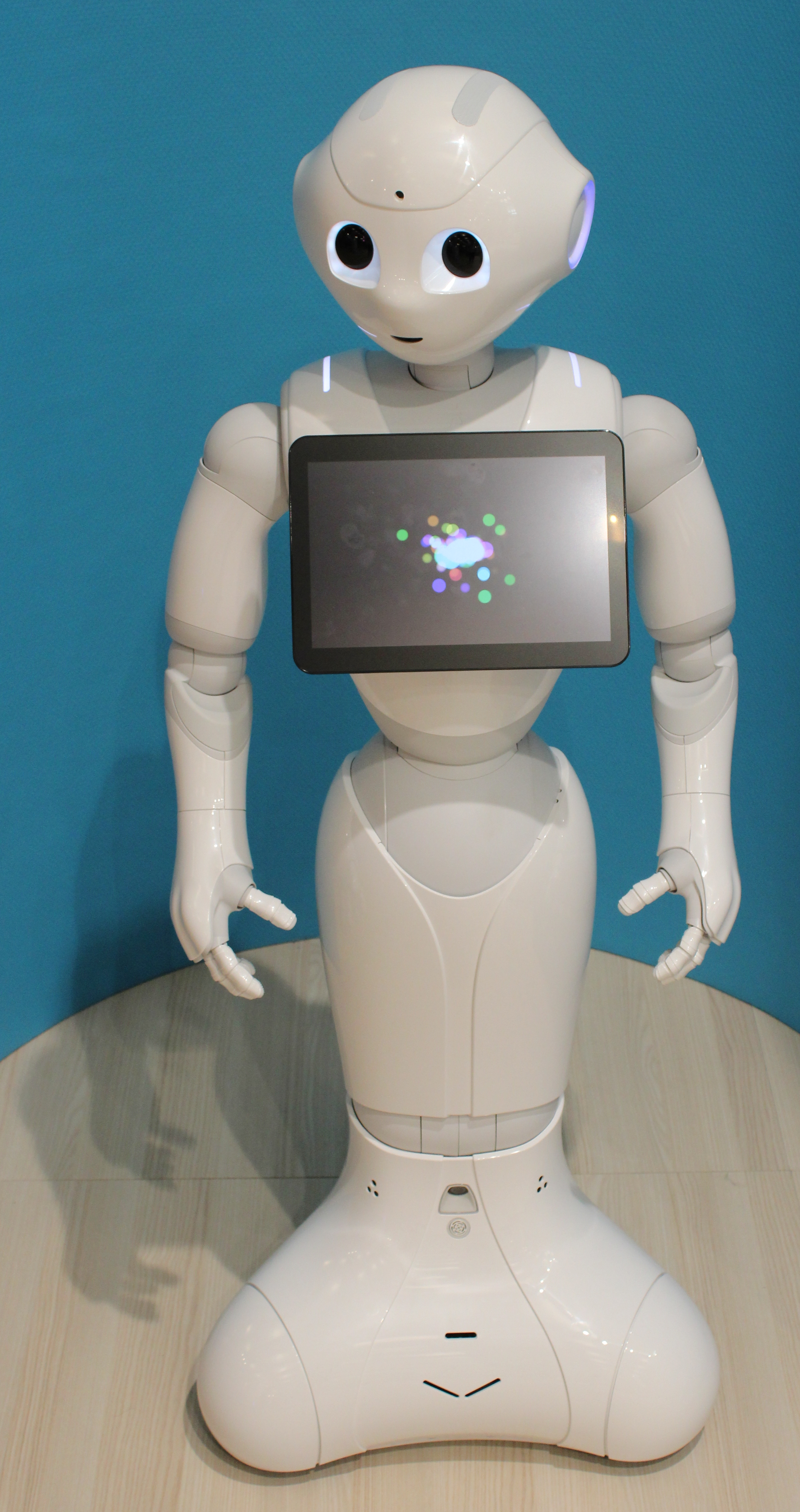
Pepper

Pepper ist ein humanoider Roboter, der darauf programmiert ist, Menschen und deren Mimik und Gestik zu analysieren und auf diese Emotionszustände entsprechend zu reagieren. Er wurde gemeinschaftlich von dem französischen Unternehmen Aldebaran Robotics SAS und dem japanischen Telekommunikations- und Medienkonzern SoftBank Mobile Corp. entwickelt und ist als „Roboter-Gefährte“ (companion robot) und „persönlicher Roboter“ (personal robot) konzipiert, der aber vorerst seinen Einsatz in Verkaufsräumen, hinter Empfangstischen und in den Bereichen Erziehung und Gesundheitswesen haben sollte. Die Produktion wurde 2021 aufgrund geringer Nachfrage „pausiert“.

## Konzept
Im Gegensatz zu Robotern, die bei der Fabrikation eingesetzt werden, Routineaufgaben erledigen oder als reines Spielzeug dienen, ist Pepper als informativer und kommunikativer „Roboter-Gefährte“ (companion robot) konzipiert. Sein Äußeres – Größe eines Kindes, runder Kopf mit überproportional großen Augen in einem „niedlichen Gesicht“ und die Sprechweise in hoher kindlicher Stimmlage – folgt dabei dem ästhetischen Konzept von „kawaii“ (jap. 可愛い, etwa ‚liebenswert‘, ‚süß‘, ‚niedlich‘, ‚kindlich‘ oder ‚attraktiv‘).
Langfristig ist das Konzept auf den „persönlichen Roboter“ (personal robot) ausgerichtet; kurzfristig ist vorerst Einsatz in Verkaufsräumen vorgesehen.

## Marketing, Kollaborationen und Einsatz von Pepper

### Entwicklung und Einführung
Pepper wurde gemeinschaftlich von dem französischen Unternehmen Aldebaran Robotics SAS und dem japanischen Telekommunikations- und Medienkonzern SoftBank Mobile Corp. entwickelt. Bereits 2012 hatte SoftBank 78,5 % der Anteile an Aldebaran erworben. Mittlerweile wurde die Firma Aldebaran mit Sitz in Paris vollständig in Softbank Robotics umfirmiert, was den Übernahmevorgang durch die japanische Softbank Group abschließt.
Die Vorstellung des „ersten persönlichen, zu Emotionen fähigen Roboters der Welt“ (world's first personal robot with emotions), erfolgte am 5. Juni 2014 in Urayasu, einem Vorort von Tokio. Das „Erwachen von Pepper“ (Pepper's wake up), wurde dabei auf der Bühne effektvoll und mit emotionalen Effekten umgesetzt.

### Marketing und Erstverkauf

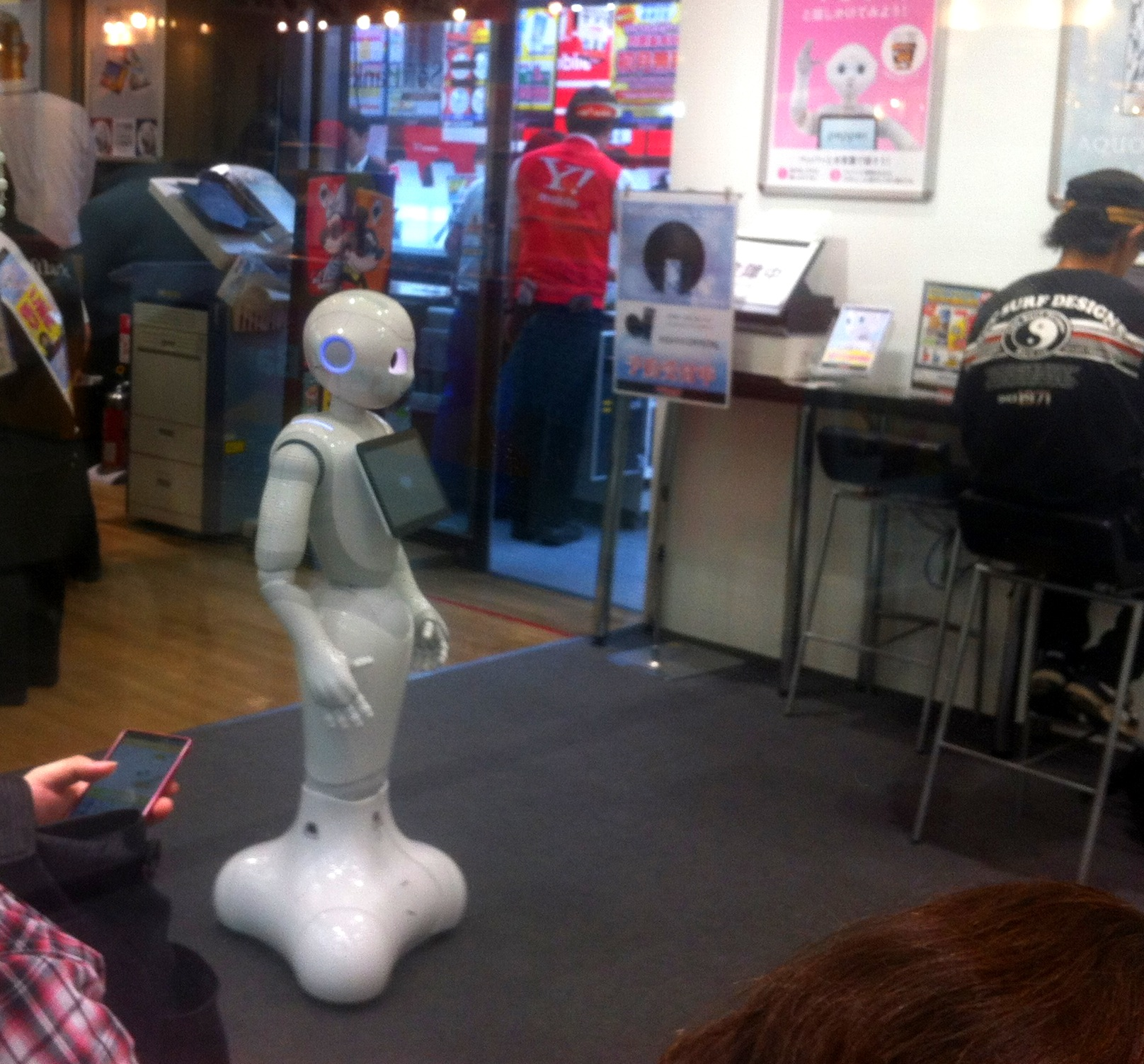
Pepper in einem Softbank-Laden in Akihabara, Japan (2014)

Fumihide Tomizawa, Direktor von SoftBank Robotics Corp., führte aus, dass man Pepper-Einheiten in den Verkaufsräumen von SoftBank Mobile zur Unterhaltung und Information der Kunden beschäftigen wolle. Die Software der Maschine solle dabei den Umgang mit Kunden lernen und man wolle auf diese Weise Erfahrungen für zukünftige Einsatzmöglichkeiten sammeln. „Unsere Vorstellung ist, dass Pepper in Verkaufsräumen, hinter Empfangstischen und im Umfeld von Erziehung und Gesundheitswesen seinen Einsatz findet.“
Etwa ein Jahr nach der Vorstellung von Pepper wurde am 3. Juli 2015 bekanntgegeben, dass 1000 Pepper-Einheiten zu einem Preis von je 198.000 Yen (etwa 1.450 Euro) zum Verkauf standen. Weiterhin war ein monatlicher Betrag von 14.800 Yen (etwa 110 Euro) für Zusatzleistungen wie konstant verbesserte Spracherkennung sowie Zugang zu neuer Anwendungssoftware erforderlich. 2021 lag der standardisierte Preis zwischen 17.000 und 35.000 € (netto) in Abhängigkeit vom Service-Angebot.
Am 30. Juli, 2015 verkündete SoftBank Robotics die Annahme von Bestellungen von Pepper ausschließlich für Unternehmen („Pepper for Biz“; Auslieferung im Oktober 2015) und einen Tag später folgte die Pressemitteilung, dass alle 1000 Einheiten innerhalb von einer Minute bestellt und verkauft worden waren.
Am 24. Mai 2016 wurde Pepper bei der Messe Innorobo der Öffentlichkeit vorgestellt. In Deutschland und Österreich ist sie seitdem für Einsatzmöglichkeiten im B2B-Bereich erhältlich. Zudem wurde Pepper unter anderem auch während der CeBIT 2017 vorgestellt und dabei gezeigt, dass sie nicht nur die englische, sondern auch die deutsche Sprache verstehen und – KI-verarbeitet – wiedergeben kann.

### Applikationen und Allianzen
Pepper wird mit einer Grundausstattung an Applikationen ausgeliefert, doch allein damit ist Pepper praktisch nicht einsetzbar. Für eine praxisbezogene Anwendung bedarf es einer eigens dafür entwickelten Software. Dafür hat Softbank das Interface für Applikationsprogramme veröffentlicht, so dass unabhängige Firmen und Programmierer zusätzliche Applikationen für Pepper entwickeln können. Bereits im Februar 2015 erhielten 300 Entwickler je eine Pepper-Einheit, um dafür neue Applikationen zu entwickeln. Einige Unternehmen bieten hierfür Gesamtlösungen an und unterstützen bei der Integration in bestehende Systeme. So kann Pepper z. B. während der Beratung eines Kunden direkt aus dem Warenwirtschaftssystem den aktuellen Warenbestand abrufen oder über externe Indoor-Navigationssysteme den Standort von Produkten bestimmen und dem Kunden damit den Weg durch das Geschäft zeigen.
Der US-Zweig von Aldebaran begann eine Zusammenarbeit mit IBM, um Pepper die Fähigkeit zu verleihen, über die Watson-Plattform Rezepte vorzuschlagen.
Im Juni 2015 gab SoftBank Corp. bekannt, dass man sich mit zwei chinesischen Unternehmen, Foxconn Technology (Herstellung) und der Handels- und Kommunikationsplattform Alibaba (Verkauf), auf ein Gemeinschaftsunternehmen geeinigt habe, um Pepper weltweit zu verkaufen.

### Pepper und Produktpolitik
Ende Oktober 2014 erklärte Nestlé, im Rahmen von Produktpolitik und Markenbindung (brand Engagement) ab Dezember Pepper in 20 Ladengeschäften in Japan einzusetzen, um Kaffeeautomaten zu verkaufen. Der Einsatz von 1000 weiteren Einheiten sei geplant. Seit Spätsommer 2016 wird Pepper auch in Europa verkauft. An der TH Wildau wird der Roboter in der Bibliothek eingesetzt. Am 7. Februar 2020 führte Pepper als Co-Moderator gemeinsam mit TV-Moderatorin Cécile Schortmann durch eine Ausgabe der Fernsehsendung 3sat Kulturzeit. Das Unternehmen Softbank entschied den humanoiden Serviceroboter aufgrund interner Umstrukturierung in dessen Robotersparte und wegen zu geringer Nachfrage vorerst einzustellen und dieser erst bei genügend hoher Anfrage wiederaufnehmen. Bis 2021 wurden etwa 27.000 Einheiten von Pepper bei Foxconn produziert. (Stand 29. Juni 2021)

## Design und technische Details
Kopf und Arme des etwa 1,20 Meter großen und 28 Kilogramm schweren humanoiden Roboters Pepper erinnern an Nao, ein früheres Produkt von Aldebaran. In Peppers Kopf befinden sich vier Mikrofone, zwei HD-Kameras (eine an Stelle des Mundes, eine auf der Stirn) und ein 3D-Abstandssensor (hinter den Augen). Im Torso befindet sich ein positionstabilisierender Gyrosensor und der Kopf und die fünffingerigen Hände verfügen über Berührungssensoren. Die Basis („Bein/Fußbereich“) enthält zwei Sonarsensoren, sechs Laserscanner, drei Stoßfängersensoren und einen weiteren Gyrosensor.
Als Betriebssystem wird NAOqi OS verwendet. Versorgt wird Pepper durch eine Lithium-Ionen-Batterie (30 Amperestunden / 795 Wattstunden), die etwa 12 Stunden Autonomie erlaubt. Der Touchscreen hat einen Durchmesser von 10,1 Zoll (25,7 Zentimeter). Pepper verfügt über Wi-Fi (IEEE 802.11 a/b/g/n, 2,4 GHz/5 GHz) und Ethernet (x1, 10/100/1000 base T) und kann selbständig im Internet nach Daten suchen.
Eine unabhängige Analyse von Peppers Hardware wurde von der Nikkei Robotics News Crew durchgeführt. Im Innern von Pepper befinden sich kompartimentartige Verstrebungen, die dem Körper Stabilität verleihen und mehrere Ventilatoren sorgen für Kühlung der Motoren und der Intel-Atom-CPU, die sich in seinem Kopfteil befindet. Beweglichkeit in der Hüfte wird durch zwei breite Gummibänder stabilisiert.

### Bewegungsmodule
Für die Beweglichkeit sorgen 20 Motoren: Pepper kann sich auf flachem Boden mittels dreier, im Fußteil befindlicher und verdeckter Allseitenräder mit maximal 3 km/h bewegen. Die Stellung des Kopfes kann durch zwei Motoren verändert werden, ebenso die Schultern; je ein Motor steuert das Handgelenk und die fünffingerige Hand, zwei Motoren sorgen für Beweglichkeit in der Hüfte und einer erlaubt Beweglichkeit im Unterkniebereich. Die Hände können ein maximales Gewicht von 500 Gramm halten und tragen. Die erzeugten Bewegungen sind fließend und wirken lebensecht.

### Analyse von Gesprächspartnern und darauf folgende Reaktionen

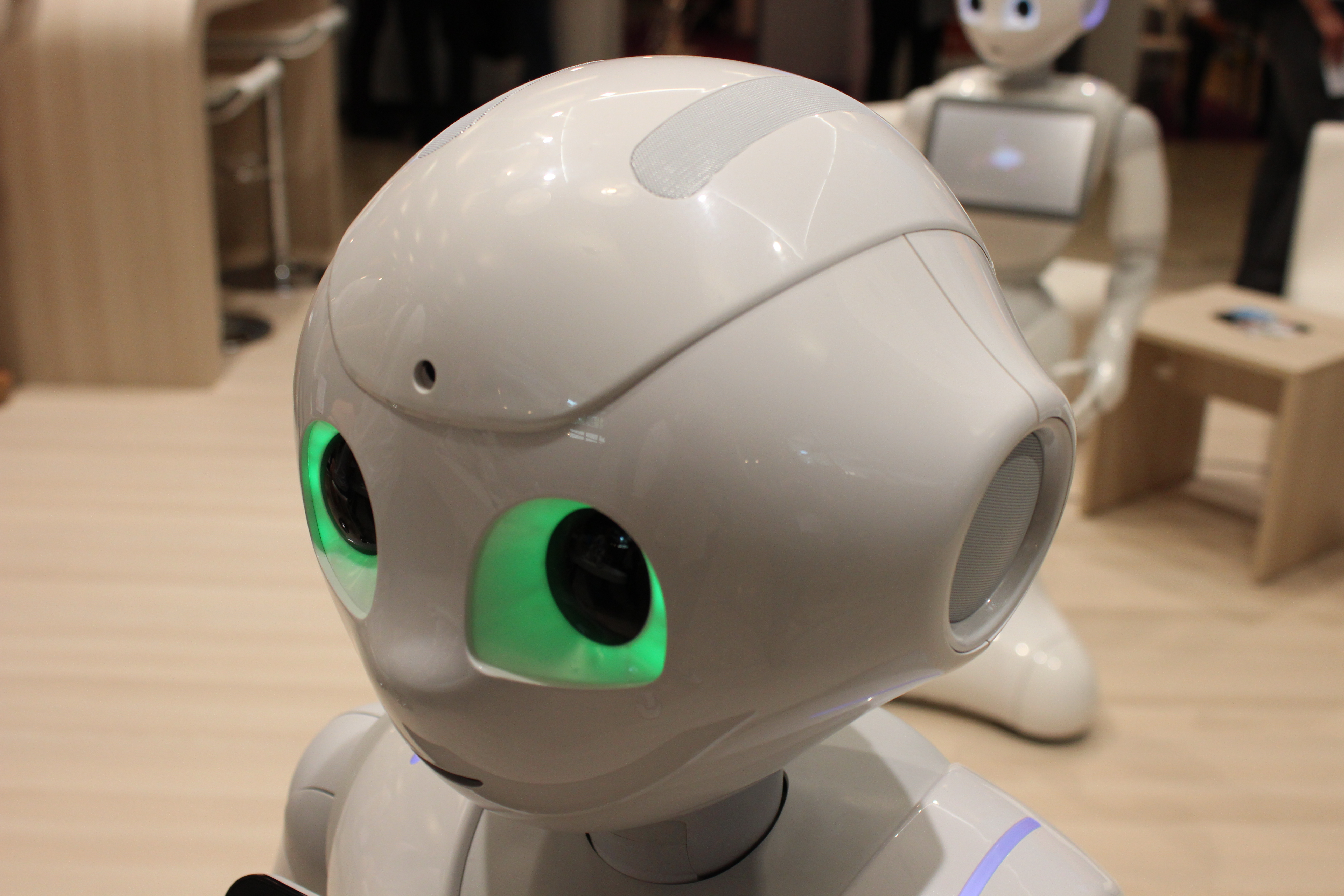
Kopfbereich ohne Mimik

Durch Verwendung von unterschiedlichen Sensoren und die entsprechende Software kann Pepper durch Gesichtserkennung individuelle Personen identifizieren und ist in der Lage, durch eine grobe Analyse von Mimik und Gestik, sowie durch akustische Analyse von Wortwahl und Lautstärke der Stimme emotionale Grundstimmungen zu erkennen (affective computing, cognitive computing). Zusätzlich ist er darauf programmiert, aufgrund der Analyseresultate dieser emotionalen Zustände entsprechend auf sein menschliches Gegenüber zu reagieren.
Da Pepper selber über kein Mienenspiel verfügt, wurden andere Lösungen gefunden: Der helle Bereich um die Pupille seiner Augen kann durch LEDs je nach Situation verschiedene Farben – rosa, blau, grün, weiß – annehmen. Durch eine hell/dunkel/hell-Abfolge wird beispielsweise der Effekt des Lidschlags erreicht. Zusätzlich verfügt Pepper über ein Repertoire an Gesten und Körperhaltungen, das entsprechend den Analysen des Inputs verwendet wird, wobei auch kulturelle Unterschiede, beispielsweise für Japan oder die Vereinigten Staaten, berücksichtigt werden können. Schließlich kann auch das Tablet vor seiner Brust bildlich zur Darstellungen von Peppers „emotionalem Zustand“ beitragen.
Wird im Raum ein Gespräch wahrgenommen, bewegt sich Pepper darauf zu; er kann derzeit in zwanzig Sprachen, u. a. Englisch, Französisch, Japanisch und Spanisch, kommunizieren; weitere Sprachapplikationen sind geplant. Bei Fragen, die durch Datensuche beantwortet werden können, kann sich Pepper selbständig mit dem Internet verbinden.

### Sicherheitsvorkehrungen
Um Transportschäden zu vermeiden, sind die beweglichen Hauptteile von Pepper durch zwei Plastikstecker fixiert. Nach der Inbetriebnahme vermeiden Abstandssensoren im Fuß, dass Pepper mit Personen zusammenstößt. Abstandssensoren im oberen Bereich sind nicht vorhanden, wodurch Kollisionen mit den gestikulierenden Armen nicht vermieden werden können. Die Außenhaut ist aus Polyurethan, gibt leicht nach und hat keine scharfen Kanten. Stabilisatoren um Brust- und Beinbereich sollen ein Umfallen von Pepper vermeiden; fällt unerwarteterweise die Energieversorgung aus, verhindert eine Blockade, dass Pepper umfällt. Nähert sich die Energieversorgung dem Ende, ist Pepper in der Lage, sich zum Ladegerät hinzubewegen. Normalerweise wird die Verbindung zum Aufladen manuell vorgenommen, es gibt aber auch eine zusätzliche Applikation, die es Pepper erlaubt, sich eigenständig aufzuladen. Schließlich gibt es einen roten Knopf – im Nackenbereich unter einer flexiblen Kunststoffabdeckung – mit dem eine Notabschaltung vorgenommen werden kann.

## Alternativen
Mit dem Axon existiert seit 2024 ein als Open-Source-Hardware veröffentlichter und zum Nachbau geeigneter Prototyp eines Roboters ähnlichen Typs. Die Materialkosten pro Einheit sollen etwa 1300 US-Dollar betragen.

## Filmische Dokumentationen
- Interview mit Pepper bei CNN, 2017
- Pepper in der Sendung Einstein (SRF), 2017
- Pepper im Dokumentarfilm "Hi, AI" von Isa Willinger, 2019